# Polystroma subspissata
Polystroma subspissata là một loài bướm đêm trong họ Geometridae.